# Allargentum
Allargentum ist ein selten vorkommendes Mineral aus der Mineralklasse der „Sulfide und Sulfosalze“ mit der chemischen Zusammensetzung Ag1-xSbx, wobei x einem Wert von ungefähr 0,09 bis 0,16 entspricht. Gelegentlich wird die Formel aber zu Ag6Sb vereinfacht. Chemisch gesehen ist Allargentum damit ein Silberantimonid.
Allargentum ist bei einem maximalen Silbergehalt von etwa 99 % Silber nach gediegen Silber das Mineral mit dem höchsten Silbergehalt. Es kristallisiert im hexagonalen Kristallsystem und bildet komplexe Verwachsungen mit Silber und kleine Körner von silbergrauer bis gelblicher Farbe.

## Etymologie und Geschichte
Das Mineral wurde erstmals in Mineralproben aus Cobalt in der kanadischen Provinz Ontario gefunden. Die Analyse und Erstbeschreibung erfolgte 1949 durch Paul Ramdohr. Er definierte Allargentum als hexagonale Phase im Zweistoffsystem Silber–Antimon und benannte es nach altgriechisch άλλος állos, deutsch ‚ein anderer, verschieden‘, und lateinisch argentum ‚Silber‘.
W. L. Petruk, L. J. Cabri, D. C. Harris, J. M. Stewart und L. A. Clark konnten aber zeigen, dass die von Ramdohr verwendete Probe eine quecksilber- und antimonhaltige Silbervarietät ist. Stattdessen benannten sie ein von ihnen ebenfalls in Cobalt gefundenes Silber-Antimon-Mineral mit dem Namen Allargentum. Diese Neudefinition wurde auch von der IMA anerkannt.

## Klassifikation
Bereits in der veralteten 8. Auflage der Mineralsystematik nach Strunz gehörte der Allargentum zur Mineralklasse der „Sulfide und Sulfosalze“ und dort zur Abteilung der „Legierungen (und legierungsartige Verbindungen) von Metallen mit den Halbmetallen As, Sb, Bi“, wo er zusammen mit Dyskrasit und Maldonit sowie den inzwischen als Gemenge diskreditierten Animikit und Huntilith, dem ebenfalls als mögliches Gemenge geltenden Arsenargentit und dem als bismuthaltige Varietät von Silber diskreditierten Chilenit die „Huntilith-Dyskrasit-Gruppe“ mit der System-Nr. II/A’.02 bildete.
Im zuletzt 2018 überarbeiteten und aktualisierten Lapis-Mineralienverzeichnis nach Stefan Weiß, das sich im Aufbau noch nach dieser alten Form der Systematik von Karl Hugo Strunz richtet, erhielt das Mineral die System- und Mineral-Nr. II/A.02-010. In der „Lapis-Systematik“ entspricht dies ebenfalls der Abteilung „Legierungen und legierungsartige Verbindungen“, wo Allargentum zusammen mit Dyskrasit die unbenannte Gruppe II/A.02 bildet.
Auch die von der International Mineralogical Association (IMA) zuletzt 2009 aktualisierte 9. Auflage der Strunz’schen Mineralsystematik ordnet den Allargentum in die Abteilung der „Legierungen und legierungsartige Verbindungen“ ein. Diese ist allerdings weiter unterteilt nach den in der Verbindung vorherrschenden Metallen, so dass das Mineral entsprechend seiner Zusammensetzung in der Unterabteilung „Verbindungen von Halbmetallen mit Kupfer (Cu), Silber (Ag), Gold (Au)“ zu finden ist, wo es als einziges Mitglied die unbenannte Gruppe 2.AA.30 bildet.
Die vorwiegend im englischen Sprachraum gebräuchliche Systematik der Minerale nach Dana ordnet den Allargentum ebenfalls in die Klasse der „Sulfide und Sulfosalze“ und dort in die Abteilung der „Sulfidminerale“ ein. Auch hier ist er zusammen mit Dyskrasit in der „Dyskrasitgruppe“ mit der System-Nr. 02.02.01 innerhalb der Unterabteilung „Sulfide – einschließlich Selenide und Telluride – mit der Zusammensetzung AmBnXp, mit (m+n) : p = 3 : 1“ zu finden.

## Kristallstruktur
Allargentum kristallisiert in der hexagonalen Raumgruppe P63/mmc (Raumgruppen-Nr. 194) mit den Gitterparametern a = 2,95 Å und c = 4,77 Å sowie zwei Formeleinheiten pro Elementarzelle.

## Eigenschaften
Allargentum und Dyskrasit bilden eine Mischkristallreihe.

## Bildung und Fundorte
Allargentum bildet sich in Silber-Antimon-Erzen. Es ist vergesellschaftet mit Silber, Dyskrasit, Breithauptit, Domeykit, Kutinait und Stephanit.
Fundorte sind neben der Typlokalität in Kanada Catamarca und Córdoba in Argentinien, Broken Hill und Mount Isa in Australien, Lishu in China, Benešov und Kutná Hora in Tschechien, Ylivieska in Finnland, Bad Schlema in Deutschland, Narsaq auf Grönland, Qostanai in Kasachstan, Karasjok, Porsanger und Hemnes in Norwegen, Dalnegorsk in Russland, mehrere Minen in Schweden, Adrasman in Tadschikistan und Ouray im US-Bundesstaat Colorado. Insgesamt konnte Allargentum weltweit bisher an über 40 Fundorten nachgewiesen werden.